# Formula di Bethe
La formula di Bethe è l'estensione quantistica del calcolo di Bohr.
Si tratta di un calcolo, effettuato da Bethe e Bohr nel 1930,  per stimare le perdite di ionizzazione di una radiazione incidente su di un bersaglio che tiene conto degli effetti quantistici ed è valido per particelle che non siano elettroni. Per questi ultimi, difatti, bisogna considerare la natura delle singole particelle implicate nell'interazione e quali effetti quantistici comporta.

## Le ipotesi e la formula
Consideriamo dunque una radiazione costituita da particelle di numero atomico {\displaystyle z} che attraversano un bersaglio che ha una densità elettronica per unità di volume {\displaystyle N_{e}}, per una distanza {\displaystyle dx}. 
Le perdite di energia delle particelle nell'attraversare il bersaglio sono dunque:
{\displaystyle -{\frac {\mathrm {d} E}{\mathrm {d} x}}=4\pi N_{e}r_{e}^{2}m_{e}c^{2}{\frac {z^{2}}{\beta ^{2}}}\left(\ln {{\frac {2m_{e}c^{2}\beta ^{2}\gamma ^{2}}{I}}-\beta ^{2}-{\frac {\delta (\gamma )}{2}}}\right)}
dove:
- {\displaystyle m_{e}} ed {\displaystyle r_{e}} sono, rispettivamente, la massa e il raggio classico dell'elettrone
- {\displaystyle I} è il potenziale di ionizzazione della struttura atomica del bersaglio
- {\displaystyle \beta } è  il rapporto tra la velocità della particella e quella della luce nel vuoto
- {\displaystyle \gamma ={\frac {1}{\sqrt {1-\beta ^{2}}}}} è il fattore di Lorentz
- {\displaystyle \delta (\gamma )} è una correzione di densità che, nel limite di {\displaystyle \gamma } grandi (velocità prossima a quella della luce), limita la crescita logaritmica delle perdite di energia

## Considerazioni generali
Bisogna dire che questa formula esprime delle perdite medie di energia, poiché si riferisce a processi di natura stocastica. In altre parole: se n particelle identiche aventi tutte la stessa energia iniziale attraversano una stessa porzione di materiale, in generale subiscono perdite di energia diverse. La formula di Bethe fornisce il valore medio di queste perdite di energia mentre le fluttuazioni intorno al valore medio sono descritte dalla distribuzione di Landau.